# Социн, Альберт
Альберт Социн (нем. Albert Socin; 1844—1899) — швейцарский востоковед-семитолог; специализировался преимущественно на исследовании неарамматических, курдских и современных арабских диалектов. Он также внес заметный вклад в изучение географии, археологии, религии, искусства и литературы Ближнего Востока.

## Биография
Альберт Социн родился 13 октября 1844 года в городе Базеле. Изучал филологию сперва в университете родного города, затем продолжил обучение в Женеве, Гёттингене и Лейпциге. Получив докторскую степень в Галле в 1867 году, он провел ещё один год в Берлинском университете.
По окончании университетского курса Социн предпринял несколько экспедиций на Ближний Восток, чтобы самостоятельно ознакомится с предметами исследований.

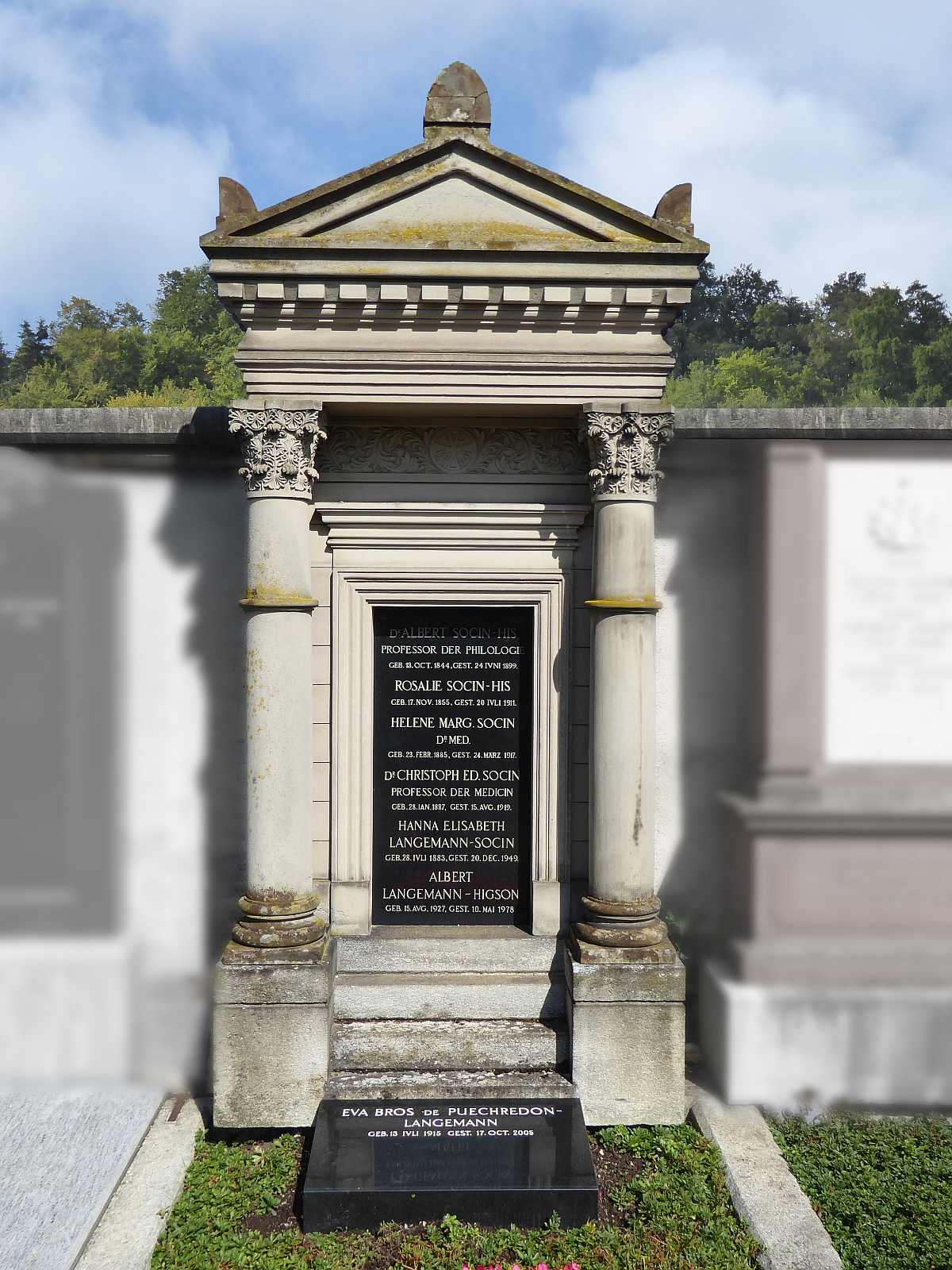
Могила А. Социна

С 1876 года он был профессором семитических языков в Университете Тюбингена; а в 1890 году Альберт Социн занял кафедру Генриха Леберехта Флейшера в Лейпцигском университете.
Он стал одним из основателей «Deutschen Vereins zur Erforschung Palästinas». А. Социн был деятельным сотрудником «Wissenschaftliche Jahresberichte» германского восточного общества (Лейпциг, 1879), в переводе Ветхого Завета Kautzsch’a (1890). Социн также принимал участие в редактировании еврейского словаря Гезениуса «Gesenius Handwörterbuch über das Alte Testament» (начиная с 12-го издания, обработано Fr. Buhl’ом, Лейпциг, 1885).
Среди научных трудов учёного, наиболее известны следующие публикации Социна: «Die Gedichte des Alkama al-fahl» (с переводом, Лейпциг, 1867), «Arabische Sprichwörter und Redensarten» (Тюбинген, 1878), «Der neu-aramäische Dialekt des Tür’ Abdîn» (вместе с E. Prym’ом, 2 ч., Геттинген, 1881), «Die neu-aramäischen Dialekte von ürmia bis Mosul» (текст и перевод, Тюбинген, 1882), «Arabische Grammatik» (3 изд., Берлин, 1894; также на английском языке), «Die Inschrift des Königs Mesa von Moab» (в сотрудничестве с R. Smend, 1886), «Kurdische Sammlungen» (с E. Prym’ом, 2 ч., СПб., 1887—90), «Zum arabischen Dialekt von Marokko» (Лейпциг, 1893) и «Der arabische Dialekt der Houivara» (в сотрудничестве с H. Stumme, там же, 1894).
Альберт Социн умер 24 июня 1899 года в городе Лейпциге.
Среди его многочисленных учеников был, в частности, Пауль Шварц.